# Janez Prašnikar
Janez Prašnikar, slovenski ekonomist, pedagog in publicist, * 17. junij 1950, Celje.
Prašnikar je od leta 1994 redni profesor na »Katedri za teorijo in politiko«  Ekonomske fakultete v Ljubljani. Diplomiral je 1974 in doktoriral 1982 na Ekonomski fakulteti v Ljubljani, kjer je od 1974 tudi zaposlen, od 1994 redni profesor. Po upokojitvi je bil imenovan za zaslužnega profesorja ljubljanske univerze (2021).
Prašnikar je tudi zunanji predavatelj na univerzah v Splitu in na Reki ter na šoli za poslovodenje michiganske univerze v ZDA. Od leta 1997 je pridružen raziskovalec »Centra za raziskovanje ekonomske politike v Londonu« in »Inštitutu Williama Davidsona« na michiganski univerzi. Do sedaj je objavil več knjig ter številne članke.